# Within (Album)
Within ist ein Jazzalbum der Formation Die Hochstapler. Die im Rahmen ihrer Residenz im Februar 2022 im Berliner Veranstaltungsort Au Topsi Pohl entstandenen Aufnahmen erschienen am 15. September 2022 auf Umlaut Records.

## Hintergrund
Die französisch-italienisch-deutsche Band Die Hochstapler wurde 2011 gegründet; ihr erstes gemeinsames Album The Braxtornette Project wurde 2013 veröffentlicht. Das Livealbum Within erschien gemeinsam mit Beauty Lies, entstanden am vorangegangenen Nachmittag, das aus (fast) dem gesamten komponierten und gemeinsam entwickelten Material besteht, das das Quartett, bestehend aus Louis Laurain, Pierre Borel, Antonio Borghini und Hannes Lingens, für die zwei ausgedehnten Tracks auf Within verwendete. Das Livealbum dokumentiert die Musik, die sie zuvor im selben Raum, ohne Publikum und fast ohne Improvisationen, erarbeitet hatten. Das Quartett lässt sich dabei von der gesamten Tradition des Jazz, der improvisierten Musik und der mündlichen Kultur inspirieren, hieß es in den Liner Notes.

## Titelliste
- Die Hochstapler: Within (Umlaut Records/Topsi Series tscd3)[1]

1. Part 1 29:18
2. Part 2 27:16

Die Kompositionen stammen von Louis Laurain, Pierre Borel, Antonio Borghini und Hannes Lingens.

## Rezeption
Nach Ansicht von John Eyles, der das Album in All About Jazz rezensierte,  unterscheidet sich Within schon in den ersten Tönen radikal von Beauty Lies. Zwangsläufig sei die Musik des Livealbums viel freier und kohärenter. Das Quartett würde sich nicht oft für einzelne virtuose Soli entscheiden, sondern spiele die meiste Zeit als Ensemble, wobei alle vier gleichermaßen dafür verantwortlich sind, die Dinge voranzutreiben und neue Motive einzuführen. Neben Trompete und Schlagzeug würden Laurain und Lingens noch weitere Instrumente spielen und so für Abwechslung in der Klanglandschaft sorgen. Im Verlauf gebe es gelegentlich Phrasen, die von anderen Jazzmusikern aus einem breiten Spektrum von Jazzstilen übernommen wurden; wie immer bestehe der halbe Spaß beim Anhören des Albums darin, solche Zitate zu erkennen und einzuordnen. Letztlich stamme die Musik hier jedoch größtenteils von den Hochstaplern selbst und es gebührt ihnen Anerkennung dafür, dass sie einen Spielstil entwickelt haben, der einzigartig für sie sei.